# Klopaczka w Bańskiej Szczawnicy

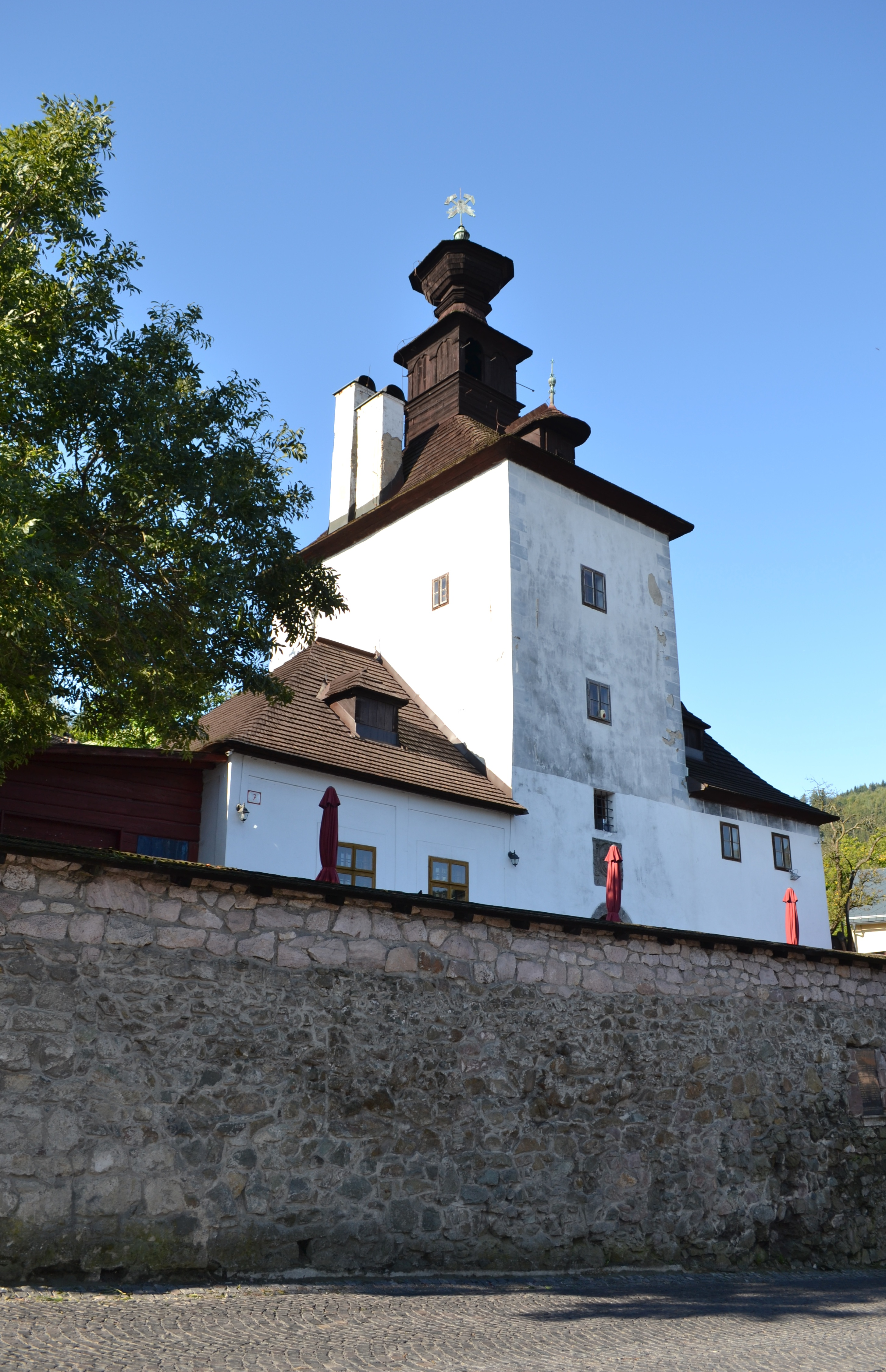
Klopaczka w Bańskiej Szczawnicy

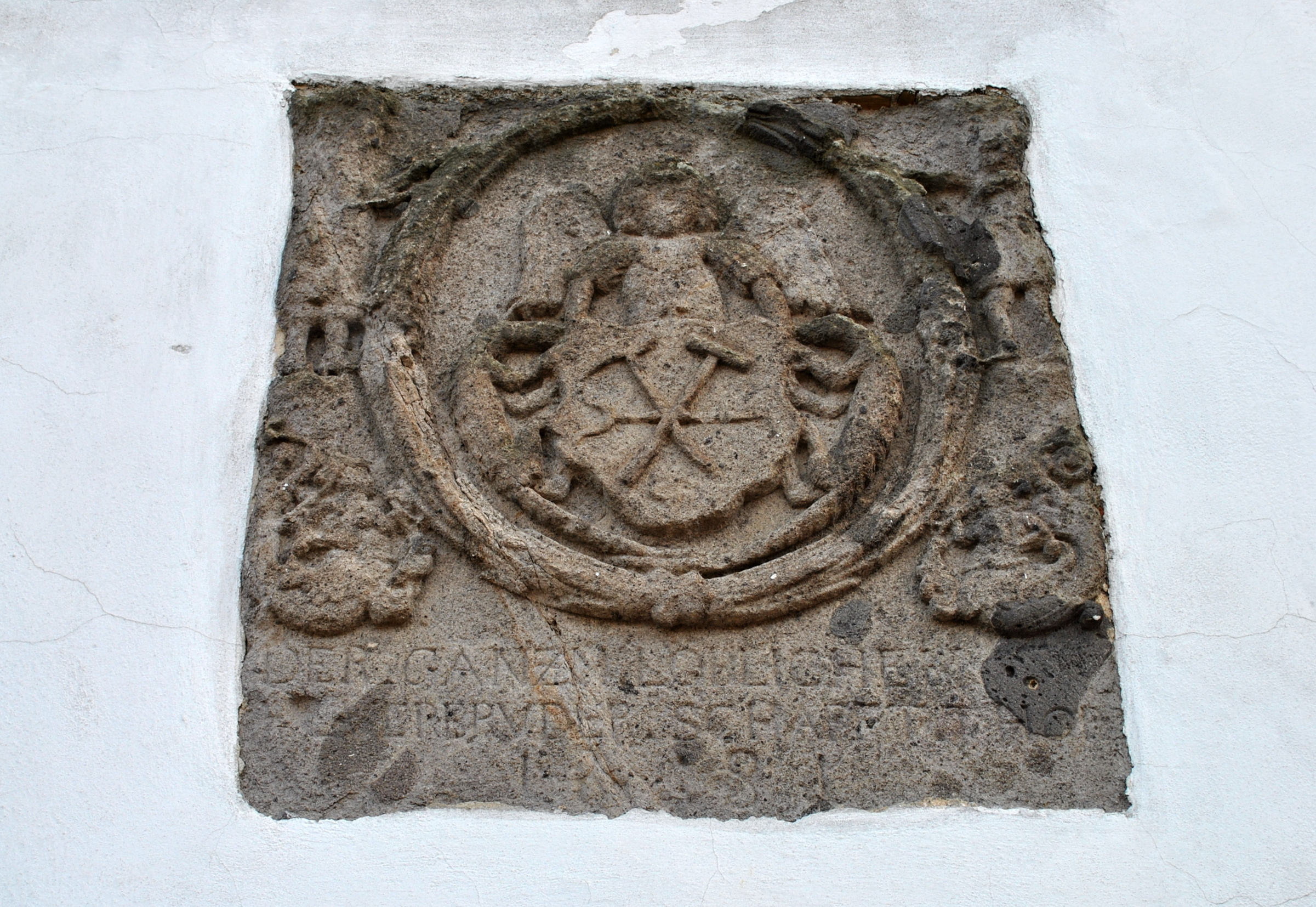
Górnicze symbole nad wejściem do klopaczki

Klopaczka w Bańskiej Szczawnicy (słow. klopačka; słow. klopať – pukać, kołatać, bić) – historyczny budynek w Bańskiej Szczawnicy na Słowacji, ściśle związany z tradycjami górnictwa kruszców, obecnego w tym mieście od średniowiecza.

## Położenie
Budynek bańskoszczawnickiej klopaczki wznosi się na południowo-wschodnich stokach góry Paradajs, tuż nad historycznym centrum miasta, przy ulicy Andreja Sládkoviča nr 7.

## Historia
Klopaczki związane są od najdawniejszych czasów z górniczymi tradycjami szeregu górnowęgierskich (dziś: słowackich) miast, które były w przeszłości ośrodkami intensywnego wydobycia kruszców, głównie złota i srebra, ale także miedzi, żelaza, cynku, antymonu i nawet soli. Posiadały zwykle formę zbliżoną do wieży, budowanej z różnych materiałów (kamień, drewno), stawianej samodzielnie bądź włączanej do innej zabudowy, związanej z działalnością górniczą. Główną częścią takiej wieżowej budowli było umieszczone na szczycie pomieszczenie, otwarte na wszystkie strony świata. W nim zawieszana była poziomo deska z twardego drewna o odpowiednim kształcie (zwykle mocno wydłużony owal). Uderzanie w nią młotkiem z określonym rytmem i częstotliwością sygnalizowało górnikom czas rozpoczęcia dnia pracy i jego zakończenia, ale także różnego rodzaju niebezpieczeństwa. Głos klopaczki obwieszczał święta i inne ważne wydarzenia, odprowadzał również zmarłych górników w ich ostatnią drogę, na cmentarz.
Nie wiemy, kiedy w Bańskiej Szczawnicy zbudowano pierwszą klopaczkę. Obecną wybudowano w roku 1681 ze składek samych górników przy finansowym wsparciu Kasy Brackiej. W przyziemiu w XVIII i XIX w. znajdowało się więzienie dla górników, osądzonych górniczym sądem (niem. Berggericht). M. in. w 1852 r. było w niej więzionych 36 uczestników górniczego protestu (na murze pod budowlą przypomina o tym tablica pamiątkowa). W budynku mieściła się także m.in. wspomniana Kasa Bracka, która wspierała wdowy po zmarłych górnikach.
W latach 80. zaniedbana budowla została poddana znaczącej rekonstrukcji. W latach 1990–1998, podczas renowacji budynku Kammerhofu, w pomieszczeniach klopaczki mieściła się ekspozycja miejscowego Muzeum Górnictwa, poświęcona różnym aspektom życia zawodowego i społecznego tutejszych górników. Obecnie od szeregu lat w pomieszczeniach klopaczki mieści się herbaciarnia, z której tarasu rozpościera się interesująca panorama miasta.

## Architektura
Właściwa klopaczka ma formę czworokątnej, murowanej z kamienia wieży, wzniesionej w stylu renesansowo-barokowym. Czterokondygnacyjna wieża nakryta jest stromym, namiotowym dachem krytym gontem. Nad nim wznosi się obszerna, drewniana latarnia, nakryta kolejnym daszkiem namiotowym ze stylizowaną banią, którą wieńczy górniczy symbol, skrzyżowane pyrlik i żelazko. W latarni umieszczona była wspominana wyżej deska w którą „klopano” w razie potrzeby, a głos wydostawał się na zewnątrz przez cztery duże otwory w ścianach latarni. Przyziemie nakryte jest sklepieniem kolebkowym, wyżej funkcjonują stropy. Dobudowane po obu stronach wieży XIX-wieczne, murowane przybudówki, nakryte są stromymi, niepełnymi dachami czterospadowymi, również krytymi gontem. Nad portalem kamienna płaskorzeźba ze znakiem Kasy Brackiej.